# Station Wieluń Dąbrowa Wąskotorowy
Station Wieluń Dąbrowa Wąskotorowy is een spoorwegstation in de Poolse plaats Wieluń.